# Villa Rica (ort i Colombia, Cauca, El Tambo)
Villa Rica är en ort i Colombia.   Den ligger i departementet Cauca, i den västra delen av landet, 400 km sydväst om huvudstaden Bogotá. Villa Rica ligger 1 637 meter över havet och antalet invånare är 9 070.
Terrängen runt Villa Rica är huvudsakligen kuperad, men åt sydost är den platt. Runt Villa Rica är det ganska tätbefolkat, med 222 invånare per kvadratkilometer. Villa Rica är det största samhället i trakten. I omgivningarna runt Villa Rica växer i huvudsak städsegrön lövskog.